# Henri Hoevenaers
Henri „Rik” Hoevenaers (ur. 1 maja 1902 w Antwerpii, zm. 12 listopada 1958 tamże) – belgijski kolarz szosowy i torowy, trzykrotny medalista olimpijski oraz szosowy mistrz świata.

## Kariera
Jego największym sukcesem jest złoty medal w wyścigu ze startu wspólnego amatorów zdobyty na mistrzostwach świata w Apeldoorn w 1925 roku. Na rozgrywanych rok wcześniej igrzyskach olimpijskich w Paryżu zdobył trzy medale. Wspólnie z Auguste’em Parfondrym i Jeanem Van Den Boschem zdobył srebro w drużynowej jeździe na czas; indywidualnie również był drugi, przegrywając tylko z Armandem Blanchonnetem z Francji. Ponadto razem z Léonardem Daghelinckxem, Fernandem Saivé i Jeanem Van Den Boschem wywalczył brązowy medal w drużynowym wyścigu na dochodzenie. Był czterokrotnym mistrzem Belgii amatorów w indywidualnym wyścigu szosowym. Zawodowiec w latach 1926–1930.
Jego syn, Jos również był kolarzem.

## Najważniejsze zwycięstwa i sukcesy
- 1922
  -  mistrzostwo kraju amatorów w wyścigu ze startu wspólnego
- 1923
  -  mistrzostwo kraju amatorów w wyścigu ze startu wspólnego
- 1924
  -  mistrzostwo kraju amatorów w wyścigu ze startu wspólnego
  - srebrny medal olimpijski w wyścigu ze startu wspólnego
  - srebrny medal olimpijski w wyścigu drużynowym na czas
  - brązowy medal olimpijski w torowym wyścigu drużynowym na dochodzenie
- 1925
  - mistrzostwo świata amatorów w wyścigu ze startu wspólnego
  -  mistrzostwo kraju amatorów w wyścigu ze startu wspólnego
  - 3. Scheldeprijs Vlaanderen